# Квадратичне поле
Квадратичне поле — розширення степеня 2 поля раціональних чисел {\displaystyle \mathbb {Q} }. Будь-яке квадратичне поле має вигляд {\displaystyle \mathbb {Q} [{\sqrt {d}}]}, де {\displaystyle d\in \mathbb {Q} ,\;{\sqrt {d}}\notin \mathbb {Q} }, тобто одержується приєднанням до поля {\displaystyle \mathbb {Q} } елемента {\displaystyle {\sqrt {d}}}.
{\displaystyle \mathbb {Q} [{\sqrt {d_{1}}}]=\mathbb {Q} [{\sqrt {d_{2}}}]\iff d_{1}=c^{2}d_{2}}, де {\displaystyle c\in \mathbb {Q} }. Тому будь-яке квадратичне поле має вид {\displaystyle \mathbb {Q} [{\sqrt {d}}]}, де d — ціле раціональне число вільне від квадратів, що однозначно визначається цим полем. Надалі d вважається саме таким. 
При d > 0 поле {\displaystyle \mathbb {Q} [{\sqrt {d}}]} називається дійсним квадратичним полем, а при d < 0 — уявним полем. Як фундаментальний базис поля {\displaystyle \mathbb {Q} [{\sqrt {d}}]} тобто базис кільця цілих чисел поля {\displaystyle \mathbb {Q} [{\sqrt {d}}]} над кільцем цілих раціональних чисел {\displaystyle \mathbb {Z} }, можна взяти 
{\displaystyle \left\{1,{\frac {1+{\sqrt {d}}}{2}}\ \right\}}  при {\displaystyle d\equiv 1{\pmod {4}}};
{\displaystyle \left\{1,{\sqrt {d}}\right\}}  при {\displaystyle d\equiv 2,3{\pmod {4}}}.
Дискримінант D поля {\displaystyle \mathbb {Q} [{\sqrt {d}}]} рівний відповідно d при {\displaystyle d\equiv 1{\pmod {4}}} і 4d при {\displaystyle d\equiv 2,3{\pmod {4}}}.

## Група одиниць
Уявні квадратичні поля — єдиний тип полів (окрім {\displaystyle \mathbb {Q} }) із скінченною групою одиниць (тобто групою оборотних елементів кільця цілих чисел поля). Ця група має:
- порядок 4 для {\displaystyle \mathbb {Q} [{\sqrt {-1}}]} і твірну {\displaystyle {\sqrt {-1}}},
- порядок 6 для {\displaystyle \mathbb {Q} [{\sqrt {-3}}]} і твірну {\displaystyle \left({\frac {1}{2}}+{\frac {\sqrt {-3}}{2}}\right)},
- порядок 2 і твірну (-1) для всіх інших уявних квадратичних полів.

Для дійсних квадратичних полів група одиниць ізоморфна прямому добутку {\displaystyle \ \{\pm 1\}\times \{\epsilon \},} де {\displaystyle \{\pm 1\}} — група порядку 2, породжена числом -1, і {\displaystyle \{\epsilon \}} — нескінченна циклічна група, породжена основною одиницею {\displaystyle \epsilon }. Наприклад, для поля {\displaystyle \mathbb {Q} [{\sqrt {d}}],~\epsilon =1+{\sqrt {2}}.}

## Розклад простих ідеалів
Закон розкладу простих ідеалів в квадратичному полі допускає просте формулювання: полю {\displaystyle \mathbb {Q} [{\sqrt {d}}]} можна зіставити символ Кронекера — Якобі. Якщо р — просте число і (D, p) = 1, то ідеал {\displaystyle (p)=pO_{\mathbb {Q} [{\sqrt {d}}]}} простий в  {\displaystyle O_{\mathbb {Q} [{\sqrt {d}}]}} при {\displaystyle \left({\frac {D}{p}}\right)=-1}, і розпадається в добуток двох простих ідеалів при {\displaystyle \left({\frac {D}{p}}\right)=1}. Якщо D ділиться на р, то (p) є квадратом деякого простого ідеала.
Група класів ідеалів квадратичного поля вивчена краще, ніж для інших класів полів. У разі уявних квадратичних полів теорема Бруера — 3ігеля  показує, що число класів ідеалів прямує до нескінченності при {\displaystyle d\to \infty }. Є рівно 9 однокласних уявних квадратичних полів, а саме при d = - 1, -2, -3, -7, - 11, -19, -43, -67, -163 (див. дискримінанти Гауса). Для дійсних квадратичних полів невідомо чи є скінченною множина однокласних полів. 
Існує нескінченно багато квадратичних полів (як уявних, так і дійсних), число класів яких ділиться на дане натуральне число.